# Bataille de la Peachtree Creek
Guerre de Sécession'
Batailles
Campagne d'Atlanta
- Rocky Face Ridge
- Resaca
- Adairsville
- New Hope Church
- Pickett's Mill
- Dallas
- Kolb's Farm
- Kennesaw Mountain
- Marietta
- Noonday Creek
- Pace's Ferry
- Peachtree Creek
- Atlanta
- Ezra Church
- Brown's Mill
- Utoy Creek
- Dalton
- Lovejoy's Station
- Jonesborough

La bataille de Peachtree Creek se déroula le 20 juillet 1864 dans le comté de Fulton en Géorgie pendant la guerre de Sécession. Le général sudiste John B. Hood y affronta le général yankee George H. Thomas.

## Prélude
Sur les instructions d'Ulysses Grant, général en chef des armées de l'Union depuis mars 1864, le général William Tecumseh Sherman devait envahir le Sud profond et causer le plus de dégâts possible à l'économie de guerre sudiste. Pour faire face au déploiement de trois armées totalisant plus de 106 000 hommes, le président Jefferson Davis nomma Joseph Eggleston Johnston à la tête de l'armée du Tennessee et de ses 48 000 hommes, en remplacement de Braxton Bragg qui avait démissionné à la suite de la défaite de Chattanooga en novembre 1863.

## Objectifs
Jonhston devait défendre l'accès à la Géorgie et empêcher l'ennemi de prendre Atlanta. N'ayant que 48 000 hommes à opposer à Sherman, il fut obligé de reculer sans cesse. Néanmoins, il le fit habilement et en infligeant de sérieuses défaites à l'ennemi à l'occasion (Resaca, Dallas, Kennesaw Mountain). Pour Johnston, l'important était de garder son armée intacte le plus longtemps possible afin de sauvegarder Atlanta au moins jusqu'aux élections de novembre. Il avait compris que si Abraham Lincoln ne bénéficiait pas d'une victoire éclatante avant le scrutin, il risquait d'être mis en minorité et le Sud comptait sur une victoire démocrate pour gagner son indépendance. Seulement, Jefferson Davis ne l'entendait pas de cette oreille et en voulait à Johnston de reculer au point de livrer tout le nord de la Géorgie aux déprédations de l'ennemi. Lorsque Sherman arriva de l'autre côté de la Chatahoochee River, à quelques kilomètres seulement d'Atlanta, il le limogea et le remplaça par le général John Bell Hood, un des anciens lieutenant de Robert Lee qui avait su se montrer un combattant doué et agressif. Il espérait ainsi que le nouveau général entreprendrait une action visant à chasser les Yankees du sol géorgien. Il ne fut pas déçu. Nommé le 17 juillet 1864, Hood passa à l'offensive trois jours plus tard.

## La bataille
Le 20 juillet 1864, il profita de ce que l'armée du Cumberland traverse la rivière de Peach Tree pour tenter de la détruire. Sherman avait envoyé l'armée de George Henry Thomas à l'est d'Atlanta pour couper la voie ferrée reliant cette ville et Richmond. Il espérait ainsi isoler la ville géorgienne et prévenir toute tentative de Lee pour lui envoyer des secours depuis la Virginie. Or, en traversant la Peach Tree Creek, Thomas exposait dangereusement son flanc et se coupait momentanément du soutien des deux autres armées. Hood envoya les corps d'armée de William J. Hardee et de Stewart pour détruire les Nordistes. Chaque division devait procéder à une attaque en échelon. C'est-à-dire que lorsqu'une division avait engagé l'ennemi et attirer ses renforts, la suivante entrait en action et ainsi de suite, obligeant l'adversaire à se redéployer sans cesse pour faire face à des nouvelles menaces constantes. Les ordres de Hood furent mal exécutés et les commandants de division mirent tant de temps à déployer leurs hommes que des heures précieuses furent perdues, tout comme l'effet de surprise. La bataille débuta enfin à 14h45 sur un malentendu. Lorsqu'une des brigades de Hardee vit une autre brigade en train de se redéployer, elle prit cette action pour un engagement et chargea les lignes de l'Union. Le reste des troupes sudistes suivit donc cet exemple et réussi, dans un premier temps, à gagner du terrain. Mais, la résistance du 33e régiment du New Jersey permit de ralentir l'assaut sudiste et donna le temps au reste de l'armée de George Thomas de se retrancher et de mener des contre attaques qui reprirent le terrain perdu. La bataille se poursuivit jusqu'à 18h00 et se solda par la retraite des forces confédérés.

## Bilan
Si Hood perdit la bataille, ce fut bien sûr en raison de la farouche résistance nordiste mais surtout parce qu'il ne réussit pas à impliquer toutes ses troupes (les divisions de French, de Bate et surtout de Cleburne, les meilleurs hommes de l'armée du Tennessee, ne furent pas engagés). Comme il était resté à Atlanta et avait délégué le commandement à Hardee, il n'a pas pu corriger cette erreur qui lui coûta la meilleure chance qu'il eut jamais de détruire une des armées ennemie. Les pertes sudistes s'élevèrent à 2 500 hommes contre 1 750 pour les hommes de Thomas. Or, tout comme Lee face à Grant en Virginie, Hood ne pouvait pas se permettre de perdre tant d'hommes (pour si peu de gains) face à un ennemi trois fois plus nombreux que lui. Hood venait d'inaugurer une série de batailles dite d'Atlanta qui allait saigner son armée et l'obliger à abandonner la ville après un ultime effort à Jonesboro le 1er septembre, donnant à Lincoln la victoire dont il avait tant besoin pour rester à la Maison Blanche et terminer la guerre que son élection avait déclenché.